# Filozofie sexu
Filozofie sexu, filozofie sexuality anebo filozofie pohlaví (anglicky philosophy of sex) je oblast filozofie, která zkoumá sex a lásku. Zahrnuje také konceptuální analýzu otázky „co je pohlaví?“ Mezi vedoucí představitele filozofie sexu patří Alan Soble, Judith Butler, Raja Halwani a Vjačeslav Šestakov.

## Pohlavní styk a filozofie
Pohlavní styk a filozofie v souvislosti s pohlavním stykem vytváří rozrůzněné skupiny názorů. Některé prorůstají náboženstvími a některé se mění v průběhu času.
Na světě se různé kultury a náboženství stavějí a stavěla k otázce pohlavního styku různě. Můžeme najít jak jisté zbožštění sexu či jeho užívání pří náboženských obřadech (posvátná prostituce), tak i jeho naprosté odmítnutí jako něčeho škodlivého, od čeho by se člověk měl oprostit (např. manicheismus). Velká světová náboženství vesměs pohlavní styk sám o sobě za špatný nepovažují. Některá náboženství (např. křesťanství) poté dále rozvíjejí určitou sexuální morálku, která se zabývá hodnotou pohlavního styku a jeho správného užívání. V mnoha kulturách tak např. pohlavní styk mimo manželství či homosexuální styk není tolerován nebo za něj dokonce mohou následovat tresty, včetně trestu smrti. V jiných obdobích mohly být ve stejných homosexualita, polygamie (polyandrie) nebo pohlavní styk mimo manželství a otevřená sexualita běžné nebo opěvované.
Filozofickou stránkou vztahu člověka, přesněji muže a ženy, se zabývali významnou měrou například filozofové Erich Fromm a Arthur Schopenhauer.

## Normativní filozofie
Normativní filozofie sexuality se dotýká především hodnoty sexuální aktivity a sexuálního potěšení. Obvykle v této souvislosti řeší sexuální morálku a oprávnění provádět pohlavní styk a v jaké formě, čímž vytváří formu filozofické etiky, tedy hodnot dobra, nebo ctnosti, morální povinnosti. Jedním z fascinujících témat nekončících debat je morálka s idealizovanou představou pohlavního styku na jedné straně a lidskou přirozeností, sociálními podmínkami a realitou na straně druhé.

V západoevropském pojetí sexuality je pohlavní styk často vnímán jako neduchovní tělesný, smyslový, rozmnožovací úkon, nízký pud, většinou jako protiklad duchovního a náboženského života.
Snaha o sexuální rozkoš podle některých filozofů, například Russella Vannoy  nemusí být omezena na manželství, nebo zaměřena na plození. Dobrý a ctnostný život může také zahrnovat širokou škálu a rozsah sexuálních vztahů.
Podle jiných filozofů se v rámci pohlavního styku stávají účastníci manipulátory a manipulovanými. Sexuální touha nutí osoby dělat něco co nikdy neměly v plánu. Toužící je závislý na přáních a chování druhé osoby stejně jako druhá osoba na jeho představách a žádostivosti. Během pohlavního styku jsou tak účastníci zákeřně zraňovanými oběťmi i podlými a bezohlednými predátory.
Filozof Alan Soble usuzuje, že pohlavní akt je směšně přeceňován co do potřeby lidské intimity tabuizací ale i ve významu prvního i každého pohlavního styku, ačkoliv účinek homosexuálních i heterosexuálních pohlavních styků není důležitější „ …než unikající plyny“.
Filozof Michel Foucault v Dějinách sexuality (1. díl, Vůle k vědění, 3. kapitola) rozlišuje společnosti, které jsou obdařeny ars erotica (uměním milovat, například Čína, Japonsko, Řím, arabsko-muslimské společnosti), v němž poznání vychází ze zkušenosti a učení, jenž odlišuje od západní civilizace, v níž ars erotica není známa, avšak která jako jediná praktikuje scientia sexualis, tedy postupy, v nichž hlavním rituálem pro produkci pravdy je doznání a aplikace těchto pravd má diskursivní a mocenský charakter. Ve středověku mělo doznání formu pokání, v novověku formu průzkumů, medicinalizace lásky a sexuality a další formy.
"Tělo žádá proti duchu a duch pak proti tělu, ti jsou proti sobě." cituje sv. Pavla R.M.Dacík, v publikaci Mravouka (1946) s tím, že člověk nemá práva přikazovat tělu, aby se postavilo proti Božímu záměru a dopustilo se například cizoložství nebo smilstva, s tím, že pak nastává konflikt. Pohlavní pud podle těchto názorů nesmí být hříčkou lidských rozmarů a je třeba udržet pohlavní pud hrází čistoty, která je posvátná, neboť při porušení čistoty hrozí nedozírné škody.

### Známí filozofové a pohlavní styk
V zásadě lze metafyzický přístup k tématu pohlavního styku a sexuality rozdělit na pesimistický a optimistický. Pesimisté hodnotí pohlavní styk a sexuální nutkání jako nedůstojné člověka a neslučitelné s vznešeností povahy lidské existence a jejího cíle (Svatý Augustin, Immanuel Kant, Sigmund Freud). Optimisté (Platón, Sigmund Freud, Bertrand Russell, mnoho současných filozofů) hodnotí sexualitu pozitivně, jako tělesný nebo animální příspěvek k štěstí a radosti, který však nemůže být přijímán bez odvrácení se intelektuálních zájmů. Nevyjadřují obavy ze síly impulsu, který vede k pocitu radosti. Pesimisté se kromě poškození intelektu obávají následků sexuality a pohlavního styku na společnost, lidství, morálku a harmonický civilizovaný život.
Manichejský dualismus, který propagoval například svatý Augustin, považoval lidské tělo za špatné, dokonce za dílo ďábla a sexualitu za otroctví. Jeho stoupenci tak i tělesné množení pokládali za cosi špatného, a manželství za nežádoucí.
Immanuel Kant tvrdí, že lidská povaha je při souloži obětována sexu. Cílem pohlavního styku není láska k druhému ale uspokojení pohlavním stykem. Podle jeho názoru tak jde o nástroj pro uspokojení jejich žádostivosti, který je ostudný a na úrovni živočišnosti. Pohlavními styky se podle Kanta vystavuje lidstvo vážnému riziku degradace na úroveň zvířat.
Tomáš Akvinský došel k závěru, že heterosexuální soulož je mechanismus navržený křesťanským Bohem pro zachování živočišných druhů, včetně člověka. Pohlavní styk je tedy přirozený projev podle Tomáše Akvinského. Bůh navrhl mužský penis jako nástroj k vložení spermie do vaginy. Z toho usuzuje, že ukládání spermie jinam než uvnitř pochvy ženy je nepřirozené a je porušením Božího záměru, v rozporu s povahou věcí daných Bohem, tedy nemorální a smrtelným hříchem.
Platón tvrdí, že sexualita sama o sobě není ani dobrá, ani špatná. Vymezuje morálně špatné a morálně dobré sexuální aktivity. Odděluje od sebe vlastní sexualitu a sexualitu zaměřenou na určitou osobu, kterou vidí jako pozitivní.
Svatý Pavel v listu Korintským doporučuje sexuální celibát jako ideální duchovní stav. Někteří filozofové považují pohlavní styk a sexualitu za důvod k zániku druhu Homo sapiens. Většina pesimistů považuje pohlavní styk a sexuální aktivity za morálně přípustné, ovšem pouze v rámci heterosexuálního celoživotního monogamního manželství, a pouze za účelem plození.

## Pohlavní styk v náboženství
Náboženství, teistické filozofie obecně, mají tendenci preferovat řád, systém přesně daných pokynů a pevně ukotvených hodnot, které mají ve výsledku vést člověka do Ráje nebo k Bohu (nebo Bohům) a učinit jej spokojeným. Mnoho náboženství, podobně jako světské právo, detailně definuje co je dobro a co zlo a morálka, i ohledně pohlavního styku a jak se očistit po konání zla. Naplňování pokynů věřícím a jednání v pohlavním styku podle svatých knih či slov představitelů církve zbavuje člověka zodpovědnosti, nutnosti přemýšlet nad sebou a svými činy. Osoba, která je v rozhodování zodpovědná a váhavá nebo nemá ve zvyku složitě přemýšlet, snáze dosáhne spokojenosti naplněním pokynů ale také depresi při neschopnosti naplnění pokynů. Výklady svatých knih a pokyny různých představitelů církve se mohou během doby i podstatně měnit, nebo být zcela protikladné i v rámci jedné svaté knihy.
Pohled jednotlivých náboženství na sexualitu a přesné instrukce se různí a jsou měněny v pestrém spektru výkladů.

### Buddhismus
Dhammapada říká:
| „                           | Pokud není vymýcena i jen nepatrná žádost muže po ženě, jeho mysl je k ní připoutána jako telátko sající mléko ke krávě. | “ |
| — Dhammapada, O STEZCE, 284 | |   |

### Taoismus a hinduismus
Pohlavní styk v taoismu a hinduismu je součástí náboženství, je technicky plánovaným a rozjímavým rituálem (tantrický sex). Některé zdroje pozitivně hodnotí vysoce rozvinutý postoj ke vztahu, sexualitě a životu. Náboženství prostupuje pohlavním životem a pomáhá jej rozvíjet. Tantrický přístup, technika soulože bez ejakulace, takzvaná „karezza“ je sexuology považována za vhodný způsob léčení předčasné ejakulace.

### Katolická církev
Podle učení římskokatolické církve je pohlavní styk dobro, které je zdrojem velké radosti a velkého potěšení a jehož účelem je jak reprodukce, tak vzájemné sebedarování v lásce a utužování manželského svazku. Církev rozlišuje dvě složky, které nelze násilně oddělovat: složku spojivou a složku plodivou. Z antikoncepčních metod přijímá pouze metody tzv. přirozené, související s přirozeným plánováním rodičovství. Promiskuita a cizoložství jsou oficiálně katolickou církví považovány za zavrženíhodné. Ďábel může podle křesťanské mravouky vyvolat v obraznosti člověka nejhnusnější představy, ale nemůže násilím přimět vůli je uskutečnit. Síla vášně však podle křesťanů zmenšuje dobrovolnost konání a závažnost hříchu. Hřích těla (pohlavní styk) je lehčí než hřích duše, jako je nevěra nebo odpadlictví, které jsou těžkým hříchem a člověk se jimi někdy chlubí. Tělesné hříchy v křesťanech vyvolávají pocit studu a ti se jimi proto tají. Mezi nejtěžšími hříchy duše je touha po zakázaném.
Podle některých zdrojů je pohlavní styk manželů vyjádřením i obnovou svátostné manželské úmluvy a má v jistém smyslu „liturgický“ – bohoslužebný – význam. Manželé jsou skrze sexuální intimitu posvěcováni, blíže přiváděni k Bohu.
„Pohlavní styk je povolen pouze za splnění tří podmínek: 1. pokud je proveden správným způsobem (tedy vaginální souloží), 2. se správným
partnerem (tedy s manželem či s manželkou), 3. za správným účelem (tedy plození dětí).“ Tomáš Akvinský 

„I pohlavní styk s vlastní zákonnou manželkou je nedovolený a hanebný, když je zabráněno početí potomka." Svatý Augustin (420 n. l.) 

### Islám
Pohlavní styk je možný mezi věřícími až po svatbě. Postavení muže a ženy není rovnoprávné, muži náleží více práv a méně povinností, ženě více povinností a méně práv. Muž má právo dožadovat se po své ženě pohlavního styku a být uspokojen. Naopak manžel by měl mít povinnost pohlavního styku, pokud jej to fyzicky nepoškozuje či mu to nezabraňuje vydělávat na živobytí. Pohlavní styk si má podle rozšířeného názoru žena má právo nárokovat u manžela jednou za období čtyř měsíců, přičemž muž pohlavní styk může vyžadovat kdykoliv. Podle některých názorů jde však spíše o doporučení. Promiskuita a cizoložství jsou v islámském prostředí považovány za zavrženíhodné a islámským právem zakázány, polygynie je povolena. Za účelem mimomanželského pohlavního styku a pohlavního styku s prostitutkami jsou uzavírána "dočasná manželství" s předem dohodnutým datem vypršení smlouvy. Mezi osobami s nimiž islám zakazuje pohlavní styk jsou blízcí příbuzní. Ženám se zakazuje mít pohlavní styk s otroky které vlastní, mužům se povoluje mít pohlavní styk s otrokyněmi, které vlastní. Avšak muž, který otrokyně nutí k pohlavnímu styku bude potrestán Bohem. Pohledy na stejnopohlavní styk se v minulosti extrémně lišily, v 21. století je trestem ukamenování. Sexuální styk se zvířetem je hřích, ale není trest přesně stanoven, je preferován trest smrti.

### Antikoncepce
Podle ortodoxních Židů je používání kondomu a přerušované soulože morálně nepřijatelné. Až do roku 1930 shodně všechny křesťanské církve odmítaly antikoncepci. Podle křesťanských církví není dobrá nebo špatná antikoncepce, přirozené i nepřirozené metody kontroly početí, včetně plánování pohlavního styku podle bazálních teplot a přerušované soulože jsou v metafyzickém pojetí špatné.
(Katolická)„Církev vždy učila, že antikoncepce je vnitřně špatná, tj. její používání neospravedlňují ani dobré úmysly. Toto učení církve je třeba považovat za definitivní a nezměnitelné. Je závazné pro svědomí všech věřících. (v křesťanského Boha)“
Konzervativní přístup katolické církve a prezentovaná víra v tradiční rodinné hodnoty, s jejími důsledky a absurditou byl trefně satirizován v songu „Every Sperm is Sacred“ a části Třetí svět Monty Python: Smysl života kdy jedna z postav nemá peníze na jídlo a proto nadbytečné děti prodává na vědecké pokusy. „Může za to katolická církev, protože nesmím nosit ty gumičky na ocásku. Ale jinak udělali hodně dobrých věcí, zachovali moc, majestát a dokonce i mystérium církve svaté...“.

### Panenství

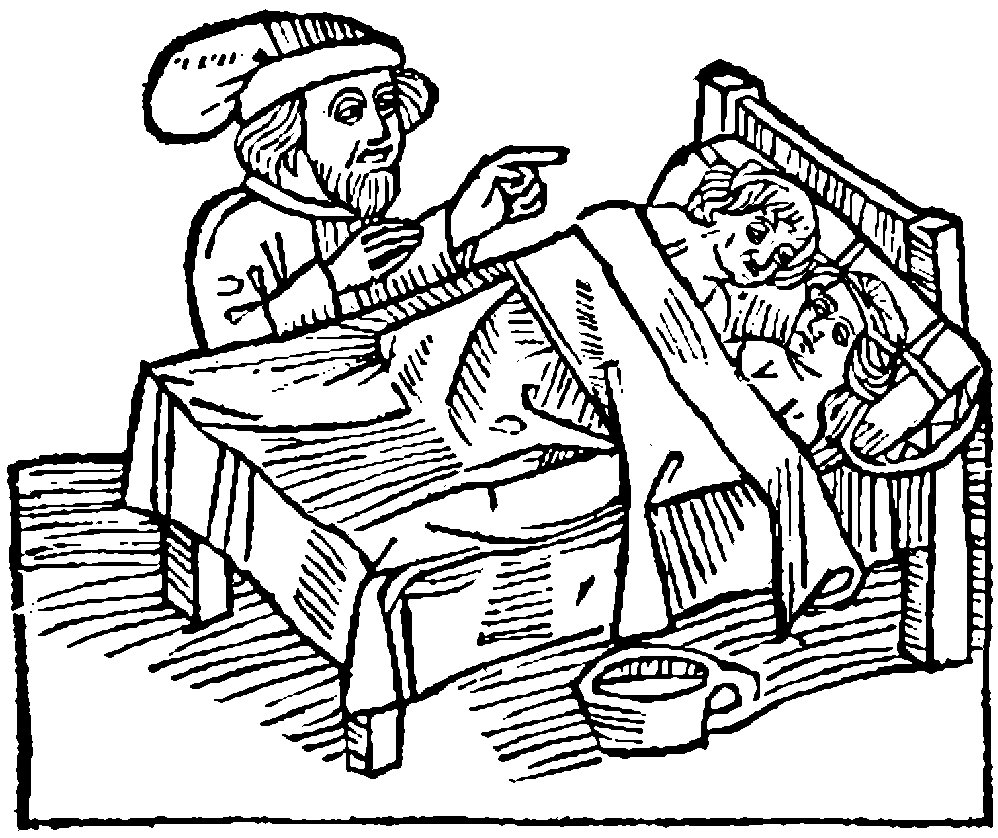
Rituál zbavení panenství.

Panenství je obecně označení ženy či dívky, která ještě neměla pohlavní styk. V širším pojetí se někdy vztahuje i na jakoukoliv neprovdanou dívku. Technicky jde o ženu nebo muže, kteří neměli pohlavní styk s partnerem (mužem nebo ženou). Specificky u ženy je většinou při pohlavním styku poškozena jedna z vnitřních částí pohlavního orgánu. Poškození je přikládán mytický význam.
Panenství, tedy „stav bytí pannou“, je v pohledu mnohých náboženství na lidskou sexualitu před svatbou, respektované, ceněné a žádoucí.
Někteří autoři popisují "Panenství je asi opravdu potřeba chápat jako svaté právo ženy rozhodovat sama o sobě. Měla by si však uvědomit, že je to nevratný okamžik, když o něj přichází.  ...Také by si měla zvážit, s kým tento výjimečný životní okamžik prožije."  Panenství je nicméně stejně jako stav ženy, tak stav i muže.
Panenství, tedy „stav bytí pannou“, je v pohledu mnohých náboženství na lidskou sexualitu před svatbou, respektované, ceněné a žádoucí. V některých zemích (zvláště arabských a afrických) lidová kultura přímo očekává panenský stav ženy při svatební noci s manželem. Ženy, které pannami nejsou, mají v těchto státech mizivou šanci se někdy vdát, či jsou dokonce nějak potrestány (např. ukamenování, poprava, vyhnání z domova, veřejné zostuzení apod.).
Křesťanským vzorem žen, matek a panen, je panna Panna Marie, matka Ježíše, která je takto nazývána, protože podle některých zpráv otěhotněla bez pohlavního styku, nebyla poskvrněna.

### Estetický relativismus
Ve vztahu je při dobrovolném rozhodnutí o pohlavním styku hodnocena vhodnost jedince k pohlavnímu styku různými měřítky. Často je hlavním kritériem krása nebo bohatství. Filozofy je krása relativizována, s tím, že různá u různých jednotlivců a kultur. Úpravy těla prováděné „primitivními“ národy zjizvením, deformacemi, líčením nebo tetováním, jsou někdy považovány za groteskní Evropany. Nejvýznamnější filozofický oponent estetického relativismu byl Immanuel Kant, jenž mimo jiné prohlásil, že ideál krásy, ačkoliv je subjektivní, je univerzální.
Ideál krásy a sexuality je společností, respektive zábavním průmyslem, přesně vymezován volbou nejkrásnější ženy a muže (Ali Hammoud) a průběžně pomocí módních ideových vzorů (Dustin Hoffman, Brad Pitt).